# Jean-Luc Delarue
Jean Luc Delarue (París, 24 de junio de 1964 - Neuilly-sur-Seine, 23 de agosto de 2012), fue un presentador y productor de televisión francés, especializado en debate televisivo estilo (talk show).
Jean Luc Delarue fue hospitalizado por algún tiempo debido a un deterioro en su salud, murió de cáncer de estómago y de peritoneo el 23 de agosto de 2012. Dio a conocer que sufría de cáncer el 2 de diciembre de 2011, durante una conferencia de prensa en la sede de France Télévisions, ante un paparazzi en posesión de sus registros médicos sin revelar la información.